# Moskow Challenger
Il Moskow Challenger, noto come Hoff Open per motivi di sponsorizzazione, è stato un torneo professionistico maschile di tennis facente parte dell'ATP Challenger Tour. Si sono giocate solo le edizioni del 2015 e 2016, svoltesi sui campi in terra rossa del Centro nazionale tennis Juan Antonio Samaranch a Mosca, in Russia.

## Albo d'oro

### Singolare
| Anno | Campione                | Finalista   | Punteggio |
| ---- | ----------------------- | ----------- | --------- |
| 2016 | Michail Kukuškin        | Steven Diez | 6–3, 6–3  |
| 2015 | Daniel Muñoz de la Nava | Radu Albot  | 6–0, 6–1  |

### Doppio
| Anno | Vincitori                       | Finalisti                         | Punteggio |
| ---- | ------------------------------- | --------------------------------- | --------- |
| 2016 | Facundo Argüello Roberto Maytín | Aleksandre Metreveli Dmitry Popko | 6–2, 7–5  |
| 2015 | Renzo Olivo Horacio Zeballos    | Julio Peralta Matt Seeberger      | 7–5, 6–3  |